# Ганна Стівенс
Ганна Стівенс (англ. Hannah Stevens, 9 травня 1995) — американська плавчиня.
Призерка літньої Універсіади 2017 року.